# Дюси, Жан Луи
Жан Луи Дюси (фр. Jean-Louis Ducis; 14 июля 1775[…], Версаль — 2 марта 1847, Париж) — французский художник, представитель стиля «трубадур».

## Биография
Родился в городе Версале в семье керамиста. Племянник поэта Жана-Франсуа Дюси. В 1810 году Жан-Луи женился на Анне Тальма, сестре актёра Франсуа-Жозефа Тальма.
Учился живописи у Жака-Луи Давида, выставлял свои картины на Парижском салоне практически ежегодно с 1804 по 1834 год, однако наибольшей популярностью пользовался в годы Реставрации Бурбонов (1815—1830). В этот период создавал картины на сюжеты, почерпнутые из истории эпохи Возрождения и Средних веков.
На Салоне 1808 года одна из картин Дюси была отмечена медалью 1-й степени; в 1845 году был избран членом-корреспондентом Савойской академии наук, изящной словесности и художеств.

## Галерея

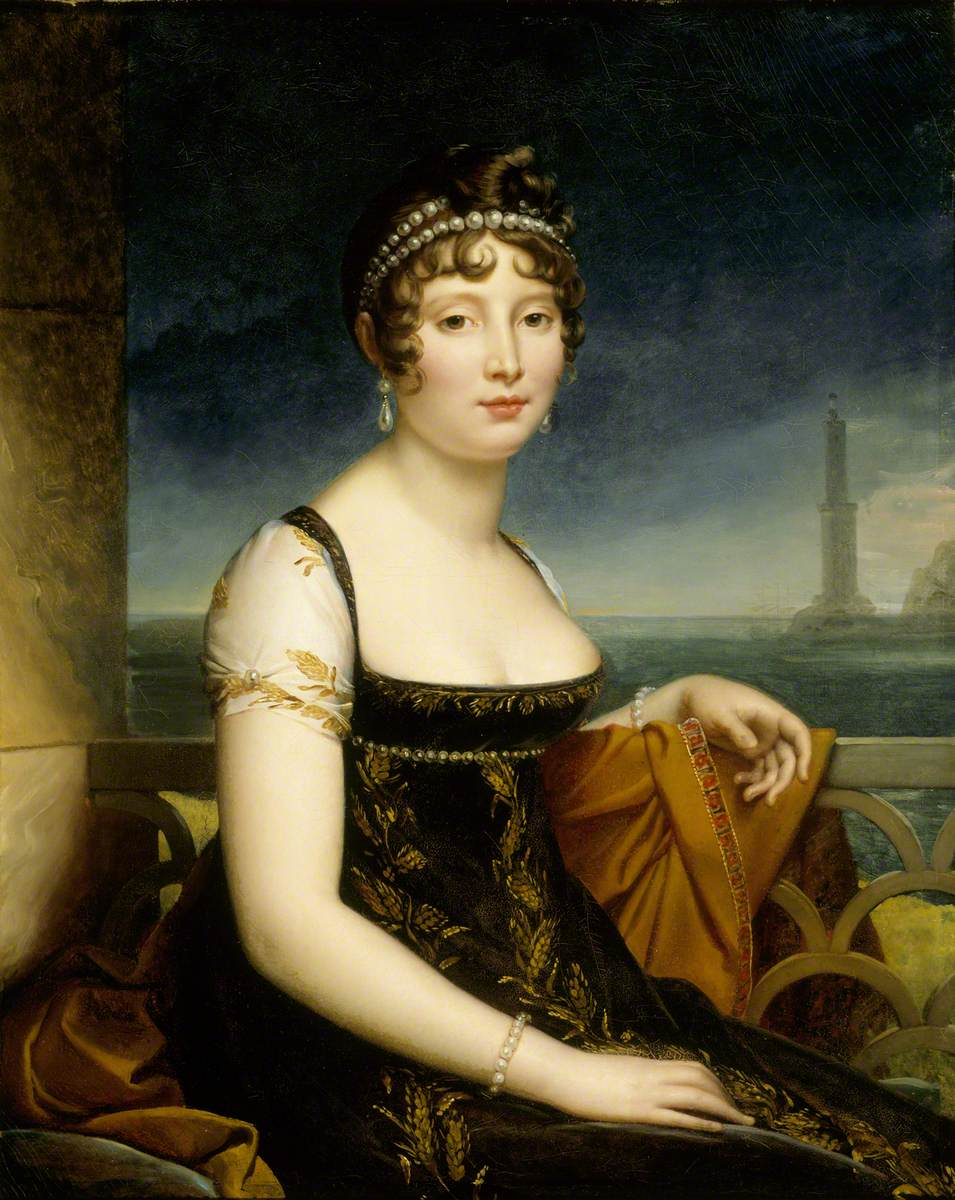
Портрет Каролины Бонапарт, королевы Неаполя.
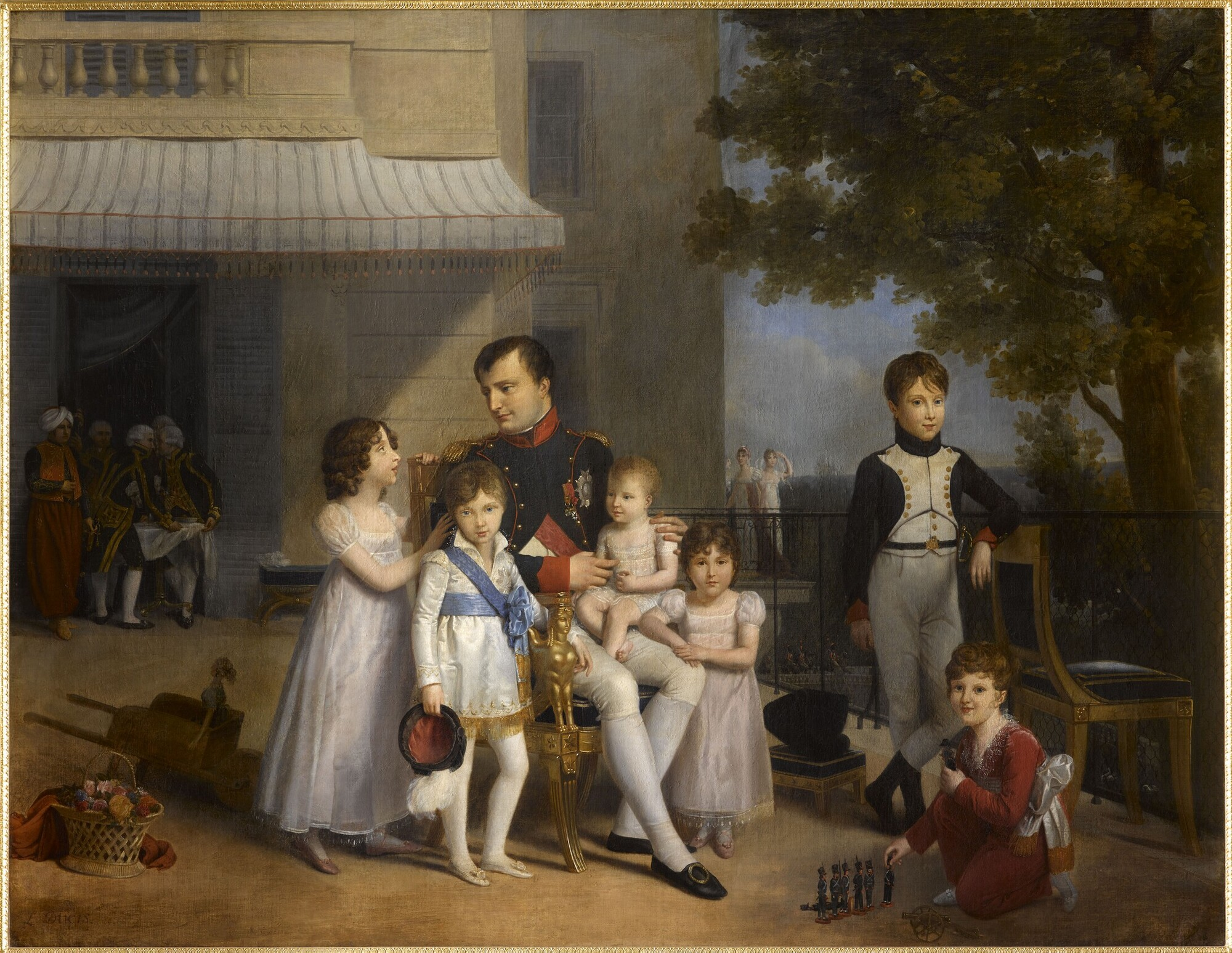
Наполеон среди детей на террасе дворца Сен-Клу.
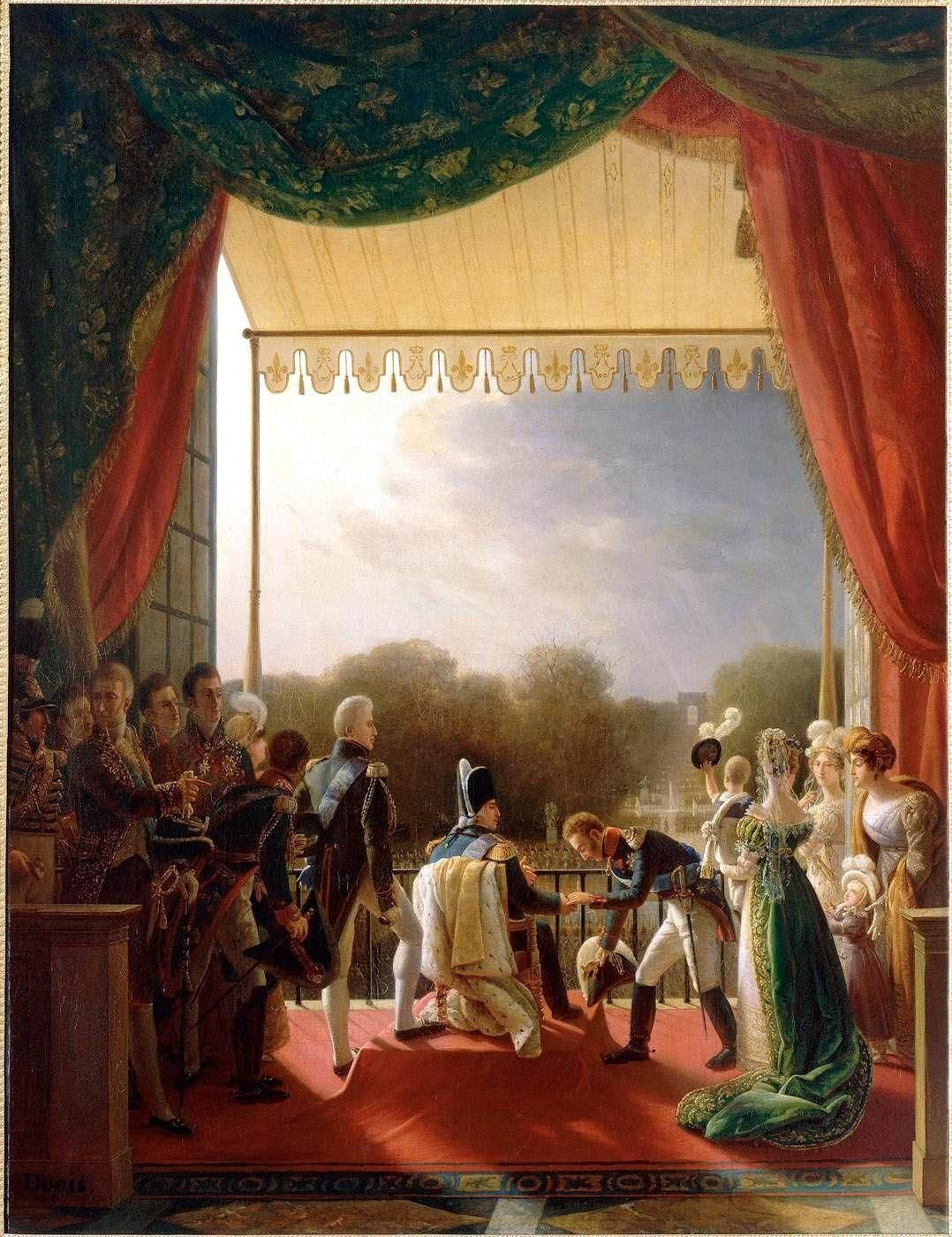
Король Франции Людовик XVIII в окружении членов королевской фамилии на балконе своего дворца. Версаль.
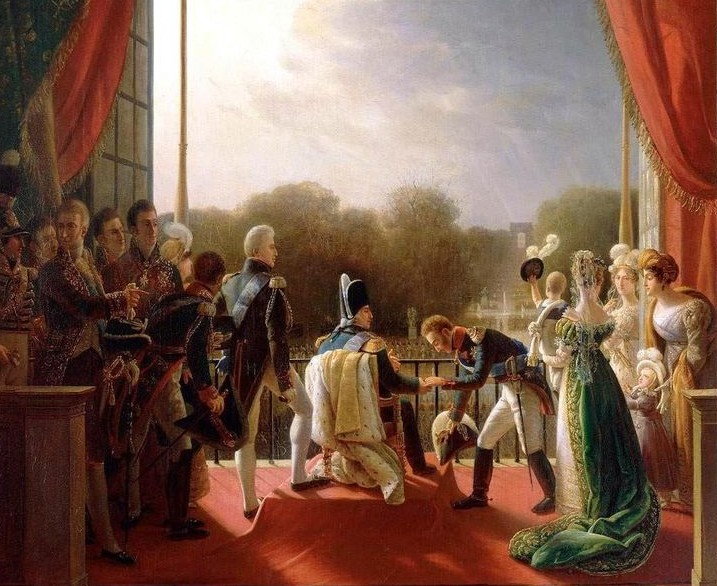
То же самое, крупный план.

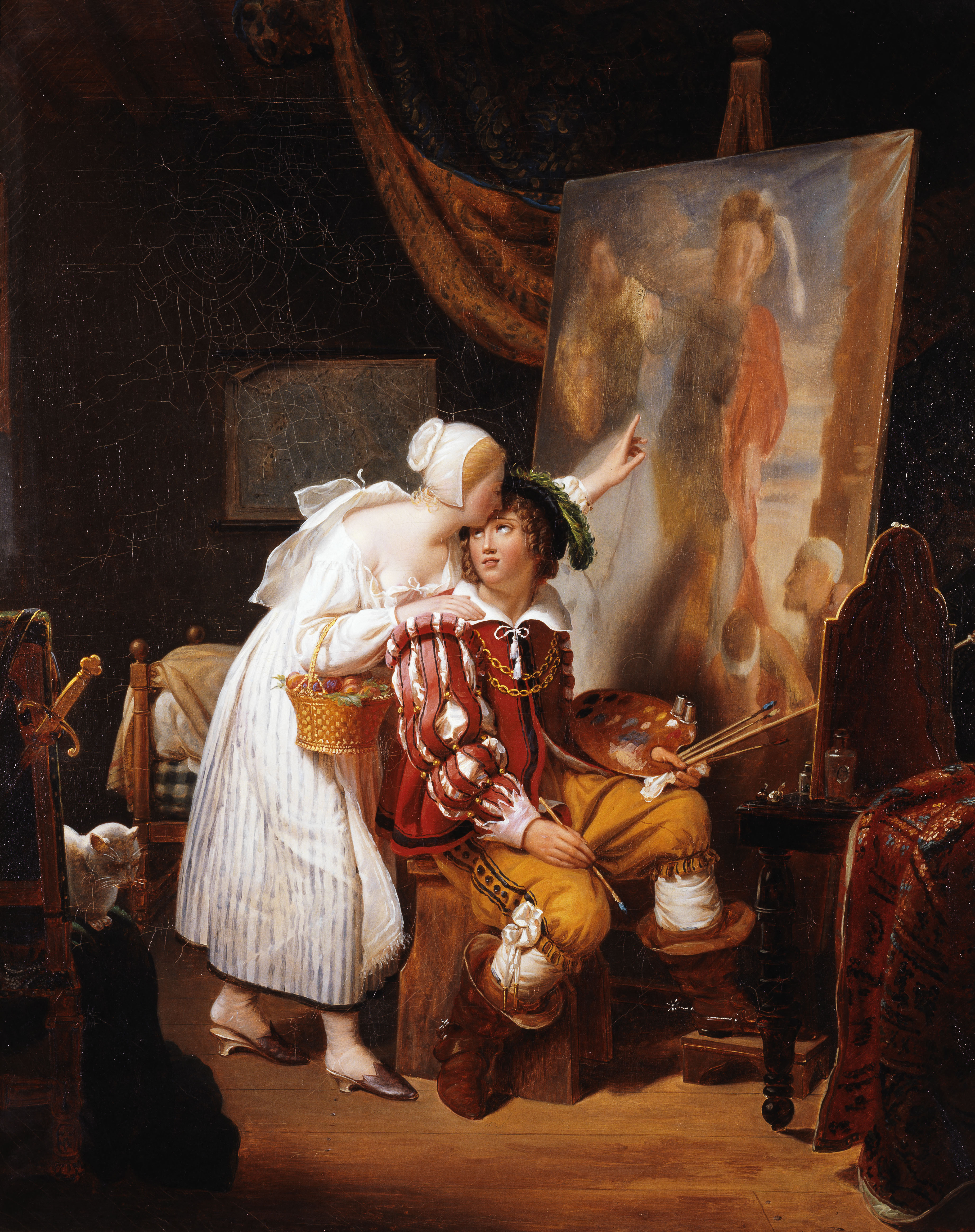
Ван Дейк, создающий свою первую картину. Малый дворец (Париж).
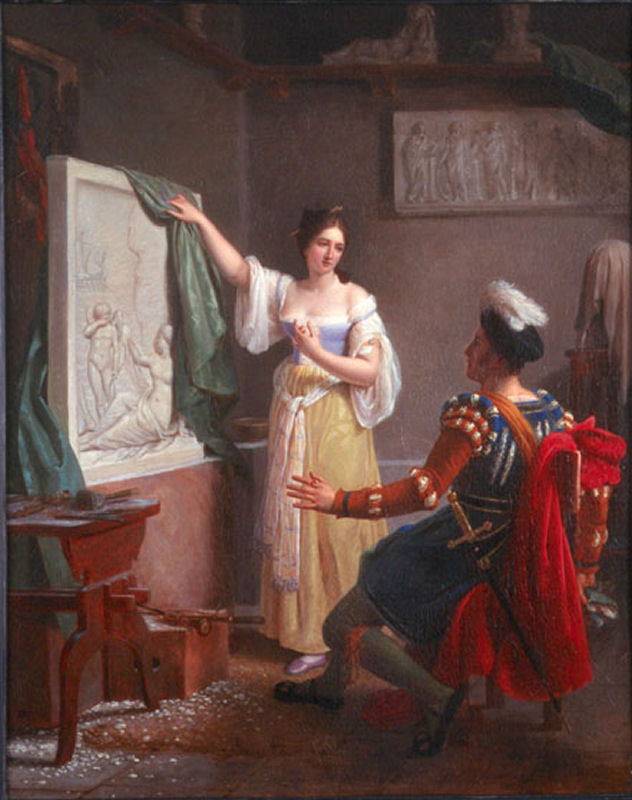
Проперция Де Росси заканчивает свой последний барельеф. Музей изящных искусств Лиможа.
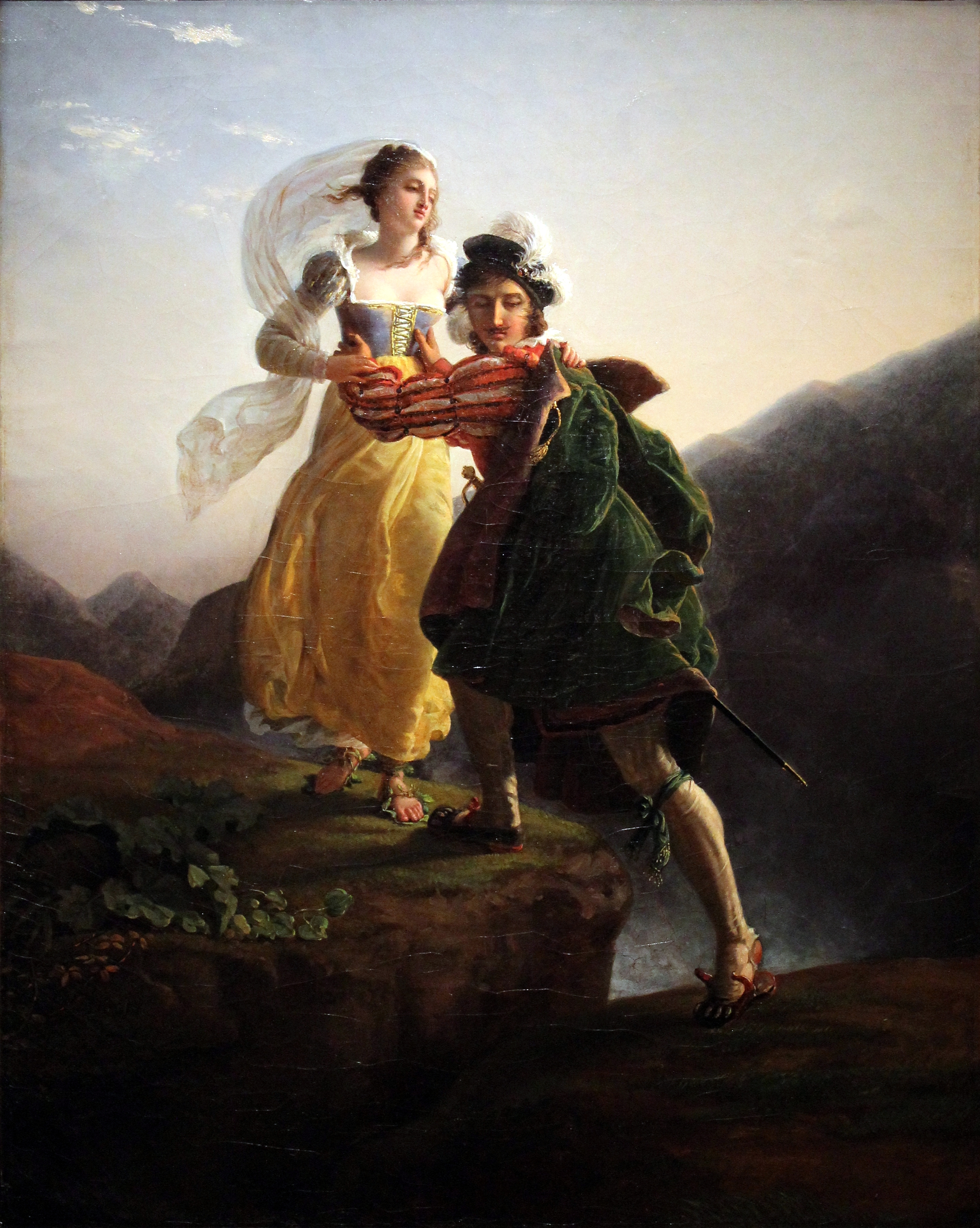
Бьянка Каппелло со своим возлюбленным в Апеннинах во время бегства из Венеции во Флоренцию. Музей Тома-Анри, Шербур-ан-Котантен.
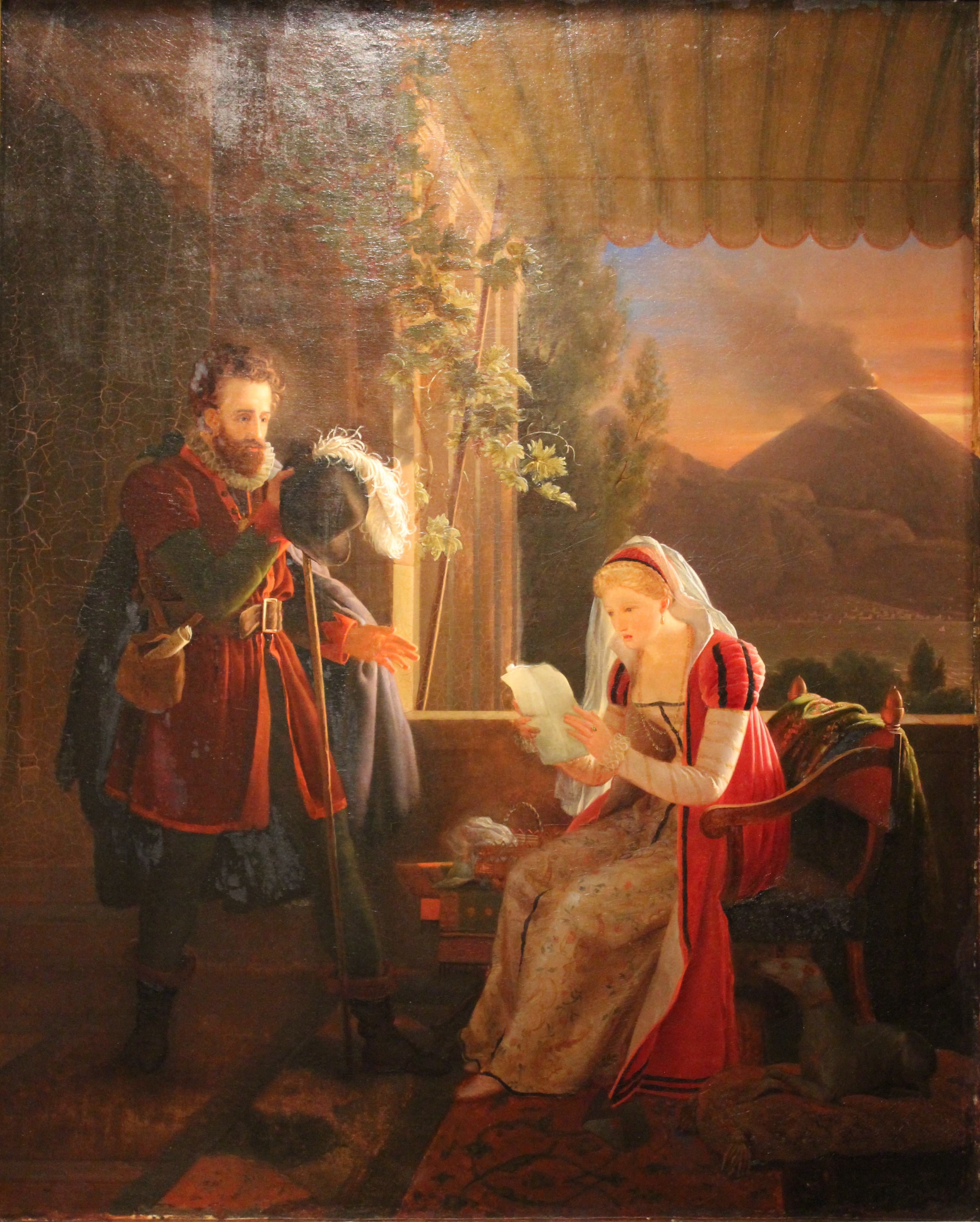
Торквато Тассо у своей сестры Корнелии в Сорренто. Музей Арененберг, Швейцария.
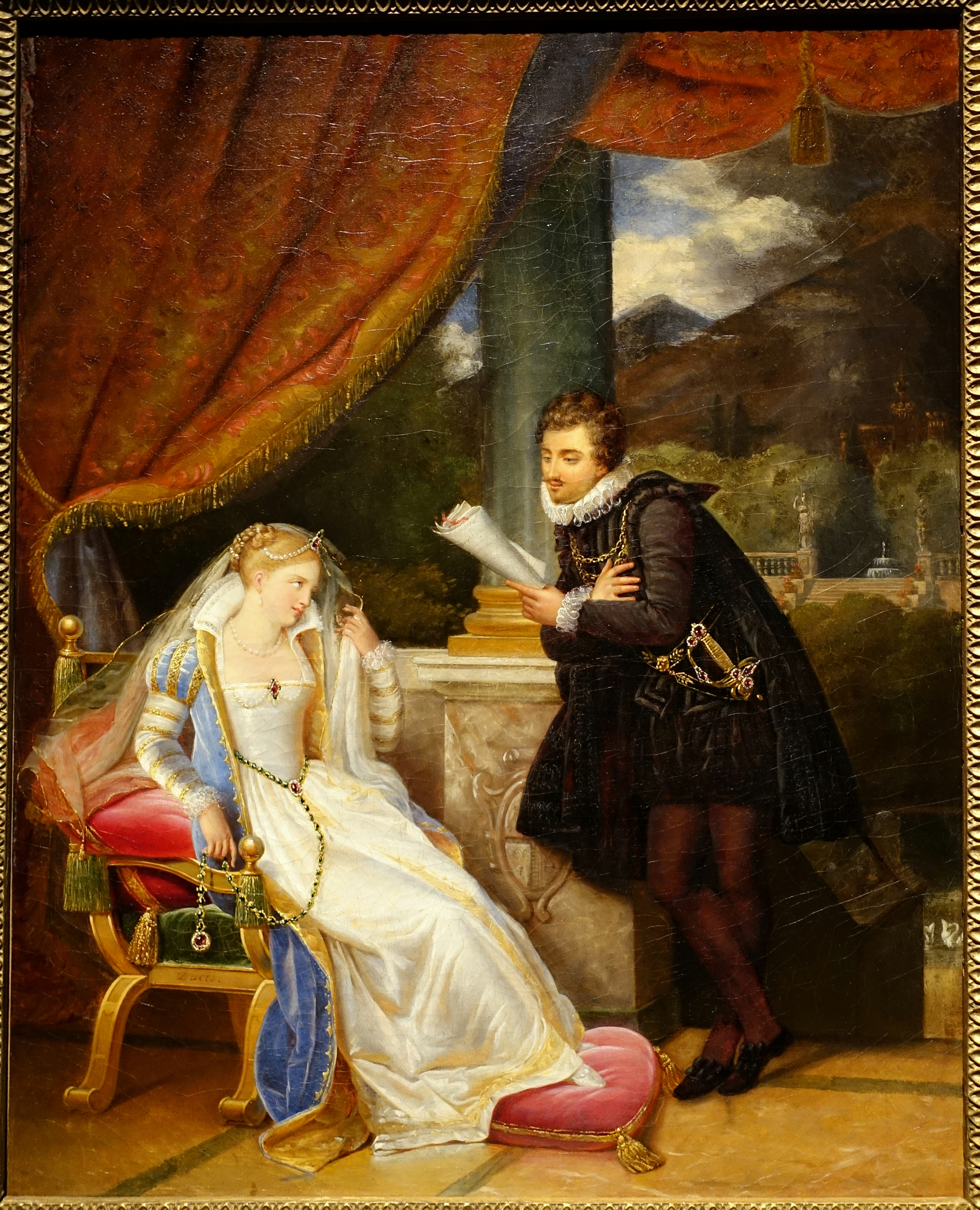
Тассо, читающий эпизод из своей поэмы «Освобождённый Иерусалим» принцессе Элеоноре. Монреальский музей изящных искусств, Канада.